# コリングウッド・イングラム
コリングウッド・"チェリー"・イングラム（英・Collingwood "Cherry" Ingram, 1880年10月30日 - 1981年5月19日）は、イギリスの鳥類学者、植物収集家、庭師である。

## 私生活
コリングウッド・イングラムは1880年10月30日、ウィリアム・イングラム卿とメアリー・エリザ・コリングウッド（旧姓・スターリング、オーストラリアの政治家エドワード・スターリングの娘）の息子として生まれた。
コリングウッドは、イラストレイテド・ロンドン・ニュースの創設者であるハーバート・イングラムの孫である。ウィリアム・イングラム卿は、論文の所有者としてハーバートを引き継ぎ、1900年から1963年まで編集者であったブルース・イングラムの兄弟であった。コリングウッドの叔父であるエドワード・チャールズ・スターリング卿は、著名な人類学者、生理学者、博物館の館長であり、自然界に大きな関心を持っていた。1906年10月17日、コリングウッドはヘンリー・ルドルフ・レインの一人っ子であるフローレンス・モード・レインと結婚し、4人の子供をもうけた。
第一次世界大戦では、コリングウッドは最初にケント・サイクリスト大隊に就役し、後にイギリス陸軍航空隊とイギリス空軍のコンパス将校になった。第二次世界大戦でケント州ベネンデンにある地元のホーム・ガードの指揮官を務めた。彼は日本美術、特に根付のコレクターであり、多くのコレクションに残し大英博物館に多くが展示されている。1981年5月19日に100歳で他界した。

## 鳥類学
1900年代初頭、ウィリアム・イングラム卿は、ウィルフレッド・ストーカーを雇ってオーストラリアで鳥の皮を収集し、コリングウッドがロンドン自然史博物館で識別してカタログ化したことで、彼の最初の主要な著作となった。1907年に彼は日本に集まり、そこでの仕事のために彼は日本鳥類学会の名誉会員になり、主な関心は鳥の野外調査にあたった。彼はケントで繁殖しているヌマヨシキリの最初の記録を作った。彼は熟練した鳥の芸術家であった。フランスの鳥に関する彼の計画された本は戦争によって中断され、完成しなかったが、一部は1926年にリビエラの鳥として登場した。コリングウッドの1916年から1918年にかけての戦時日誌には、彼の戦争体験と非番の鳥の観察が記録されており、フランス北部の背後で多くのスケッチが作成され、鳥、人、風景の鉛筆画が多く掲載されている。
コリングウッドはチャールズ・ポータルを含むパイロットに鳥が飛ぶ高さについて尋問し、戦後の短い論文を作成した。コリングウッドは81年間、イギリス鳥学会の会員を続けた。

## 植物採集とガーデニング
第一次世界大戦後、コリングウッドの主な関心事は鳥類学から園芸に移った。コリングウッドはベネンデンのグランジに有名な庭を作り、世界中の植物を集めた。コリングウッドの傑出した植物採集旅行としては、1926年の日本旅行、1927年の南アフリカ旅行があげられる。
当時のコリングウッドは日本の桜の世界的権威であり、日本でサクラに関して演説するように頼まれたことで1926年に日本を訪れた。この訪問の際、自邸の庭で栽培していたある日本産のサクラを見つけることができなかった。その後、1930年（昭和5年）にイングラムが船津静作が所蔵する古い桜の絵図を見せてもらったところ、この自邸の庭で栽培していたサクラが、以前は京都で栽培されていたが日本では失われてしまったサクラである事が判明した。そこで1932年 (昭和7年) にこのイングラムの自邸の庭のサクラが香山益彦を通じて日本に里帰りし、佐野藤右衛門により接ぎ木で増殖され、改めて鷹司信輔によりタイハク（太白）と命名された。これにより一時的に日本から失われていたタイハクが再び日本でも見られるようになった。
彼の1948年の本「Ornamental Cherries」は標準的な作品である。
2016年3月、桜の生存への貢献に関する本が日本で出版された。著者は阿部菜穂子。「チェリー・イングラム：日本の桜を救ったイギリス人」というタイトルの英語版がアメリカ版の「サクラ・オブセッション」と一緒に2019年3月に発売された。
この本は日本の歴史と文化における桜の重要な、ほぼ中心的な役割を説明しコリングウッドの貢献について説明している。コリングウッドは日本の桜の権威であり、多くの日本や他の種類の桜と彼自身の雑種をイギリスに紹介した。
コリングウッドは、以下を含む多くの新しい園芸植物を導入し、サクラ×INCAM 「おかめ」（サクラ属インチーザ×サクラcampanulata）、キイチゴ×tridel 「Benenden」（キイチゴdeliciosus×キイチゴ属trilobus）とローズマリー「Benendenブルー」の自然な変種ローズマリーオフィを含む多くの新しい園芸植物を導入し、コルシカに集まった。彼はまた、多くのシャクナゲとシスタスの雑種を育てた。彼の「浅野」桜の並木道は、キューガーデンの特徴の1つである。
多くの寛大な行為の1つとして、コリングウッドはベネンデンのウォークハーストロードにあるウォークハーストコテージのそれぞれに桜の植物を与えた。得られた桜の木の1つはまだこの道に沿って立っている。